# George Becali
George "Gigi" Becali (n. 25 de junio de 1958, en Zanga, Brăila, Rumania) es un político rumano, líder del partido PNG CD (Partido de la Nueva Generación - Cristiano Demócrata). También es propietario del club de fútbol FCSB.
Su familia fue deportada a la llanura de Bărăgan por las autoridades comunistas, debido a su asociación con la Guardia de Hierro antes de la Segunda Guerra Mundial.
Sus primos, Victor Becali e Ioan Becali, son importantes empresarios en el fútbol rumano. En 1994, se casó con Luminița, once años más joven; los dos tienen tres hijas : Teodora (n. 1996), Alexandra (n. 1997) y Cristina (n. 2001).
Después de las inundaciones de 2005 en Rumania, contribuyó con 4 millones de dólares a la reconstrucción de casi 200 casas del pueblo Vulturul, en el distrito de Vrancea, que habían sido destrozadas por el desbordamiento del río Siret. Como consecuencia, los habitantes del pueblo quisieron cambiar el nombre del pueblo a Vulturul Becali, en su honor.
Sus rasgos característicos son su omnipresencia en los medios de comunicación rumanos, particularmente en los programas de deporte, con apariciones provocantes, a veces vulgares. Su actitud política es una mezcla entre la ideología ultraconservadora, de derechas junto con rasgos radicales como la incitación en contra de los homosexuales, la negación del Holocausto en Rumania y quizás un tipo de fundamentalismo ortodoxo.
Los millones de activos de Becali han sido obtenidos a través de transacciones inmobiliarias. Debido a las dudas legales por algunas de estas operaciones, el fiscal ha iniciado actuaciones en su contra.